# Pelletiera verna
Pelletiera verna là một loài thực vật có hoa trong họ Anh thảo. Loài này được St. -Hil. mô tả khoa học đầu tiên năm 1822.